# Lasioglossum clavipes
Lasioglossum clavipes är en biart som först beskrevs av Dours 1872.  Lasioglossum clavipes ingår i släktet smalbin, och familjen vägbin. Inga underarter finns listade i Catalogue of Life.